# Kinyamateke (vattendrag)
Kinyamateke är ett vattendrag i Burundi.   Det ligger i provinsen Karuzi, i den centrala delen av landet, 100 kilometer öster om huvudstaden Bujumbura.
Omgivningarna runt Kinyamateke är en mosaik av jordbruksmark och naturlig växtlighet. Runt Kinyamateke är det ganska tätbefolkat, med 192 invånare per kvadratkilometer.